# Cachipay
Cachipay est une ville colombienne dans le département de Cundinamarca. Elle a donné son nom à une variété de cactus. Cachipay est également un centre économique sur le marché des fleurs colombiennes, qui sont exportées en majorité vers les États-Unis